# Adlumia asiatica
Adlumia asiatica là một loài thực vật có hoa trong họ Anh túc. Loài này được Ohwi mô tả khoa học đầu tiên năm 1931.